# Батьківщина (тижневик)
Батьківщина — львівська газета, тижневик. Виходила щочетверга впродовж 1934—1939 роках. Речник Фронту Національної Єдності (ФНЄ), який пропагував ідею творчого націоналізму.

## Редактори
Начальний редактор: Дмитро Паліїв (1934—1938). Редактори: Ярослав Заремба (1938—1939). Відповідальний редактор: Олександер Тарнович (1934—1935), К. Іван Гладилович (1935—1936), К. Іван Гладилович і Михайлина Логин (1936—1938), Роман Антонович (1937—1939). Наклад: 30 000 (1934), 14 000 (1936—1937) примірників.

## Тематика
Передові статті видання висвітлювали головним чином ідеологію ФНЄ, в них аналізували суспільно-політичне життя Галичини, закликаючи до об'єднання народу під націонал-патріотичним гаслом. Видання деколи виступало з позицій антисемітизму, виступало проти зосередження капіталу в руках торговців-євреїв. Наприклад, в інформації про завершення Зимових Олімпійських ігор 1936 у Ґарміш-Партенкірхен (Німеччина), коли жидівські (у ті роки нейтральним було слово «жиди», «євреї» було маловживане) спортсмени подали відмову від участи в іграх, що проходять на території нацистської Німеччини, видання кпило з такої позиції: Протиолімпійська геца покривджених має теж і свої веселі моменти. …Хтось необізнаний зі спортовим світом міг би фальшиво подумати, що цьогорічна Олімпіяда втратить на вартості, бо забракне кілька «світочів». А на ділі можна тут зацитувати поговірку про «коня й жабу».
Газета підтримувала жіночу організацію «Союз українок». Деякі номери польська окупаційна влада конфісковувала. Восени 1935 року видання було заборонено, але часопис «Хліборобський Шлях» дозволив авторам використовувати своє видання, тому деякий час «Батьківщина» фактично виходила під назвою «Хліборобський Шлях».
Часопис майже не висвітлював міських новин Львова, був зорієнтований на провінцію, постійно підтримував контакти з містечками і селами, друкуючи дописи з провінції, в яких відображено суспільно-політичне, культурне, освітнє, господарське життя галичан. Дописи про події у повітових містечках і селах були розміщені в рубриці «З краю». Від 1935 з'явилася рубрика «Із наших сіл і міст», а 1937 року запроваджено рубрику «Листи, описи й дописи», подібну до попередніх.
Тижневик всебічно освітлював політичне життя у Галичині та за кордоном. Кожне число містило рубрику «Огляд світових подій». Видання на доволі доброму рівні подавало політичну ситуацію в Європі, Північній Америці, Африці, Японії. Найбільшою небезпекою «Батьківщина» називала більшовизм, критикувала терор у Радянському Союзі, тоді як до тоталітарних режимів Гітлера, Муссоліні та Франко ставилася лояльно.